# Kristina Axén Olin
Anna Kristina Axén Olin (ur. 24 października 1962 w Sztokholmie) – szwedzki polityk Umiarkowanej Partii Koalicyjnej. W latach 1998–2008 radna Sztokholmu. Przewodnicząca klubu swojej partii w radzie miejskiej w latach 2002-2008. Wiceprezes partii 2003-2008. W latach 1991–2008 była również plenipotentem gminy Sztokholm. W latach 1999–2006 pełniła funkcje prezesa zarządu policji w regionie Sztokholm.
18 kwietnia 2008 roku złożyła rezygnacje z pełnionych funkcji.
Z wykształcenia jest nauczycielką muzyki.